# Измайловы
Изма́йловы — древний дворянский род, из рязанских бояр, один из знатнейших в великом княжестве Рязанском.
Для внесения рода в Бархатную книгу, были предоставлены две родословные росписи: окольничим Матвеем Петровичем (24 декабря 1685) и Михаилом Измайловым (18 ноября 1686), а также три докладные заёмные кабала с доклада рязанскому боярину Ивану Ивановичу Измайлову (1492, 1498 и 1500).
Род внесён в VI часть родословных книг Московской, Рязанской и Тамбовской губерний. Есть ещё несколько родов Измайловых более позднего происхождения.
В Боярских книгах также записаны: Ларины-Измайловы и Суминковы (Сумины)-Измайловы.

## Измайловы XV—XVII вв

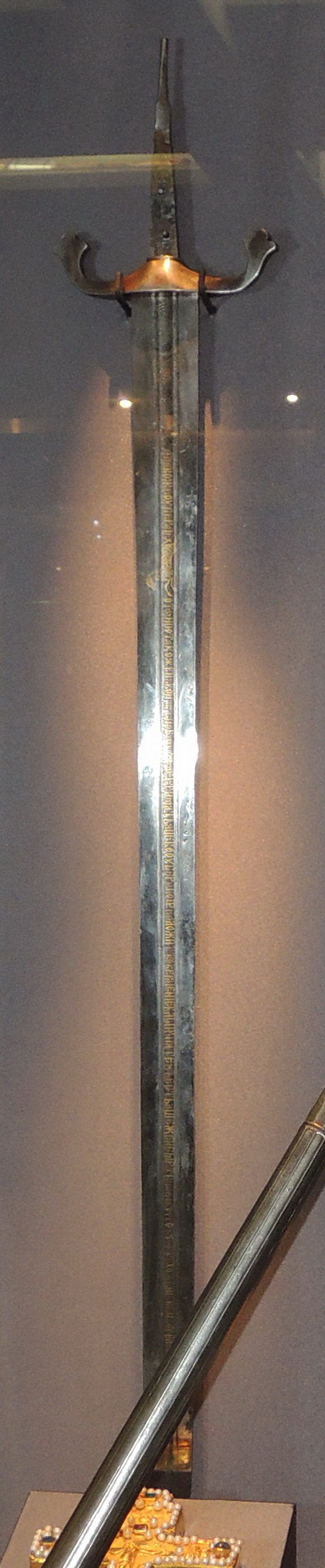
Палаш Ивана Измайлова времён Смуты

Рязанские бояре Измайловы, Булгаковы, Денисьевы и Назарьевы производили себя от Ивана Ивановича Шаина (Шалина), черниговского воеводы, переселившегося якобы в Рязань в XIII (или XIV) веке. Высказано предположение, что в реальности Шаин был побочным сыном одного из рязанских князей. Согласно родословной сказке, Измайловы происходят от его (пра)внука Измаила.

### Служба у рязанских правителей
Официальная версия гласит, что к великому князю Олегу Ивановичу Рязанскому выехал от племени ханского, «муж честен и храбр», именем Шай, а по крещении назван Иоанном, со многими людьми. Сын его Иван Иванович Шаин, черниговский воевода переселился из Чернигова в Рязань, который имел внука Измаила Прокофьевича (IV колено), родоначальника Измайловых.
В родословной книге из собрания князя Михаила Андреевича Оболенского записано, Иван Иванович имел двух сыновей, из который 2-й Прокофий Иванович является родоначальником Измайловых, а старший брат его — Константин имел трёх сыновей, все бояре у великого князя Ивана Фёдоровича.
Шабан Измайлов был при дворе рязанских князей сокольничим, внук Иван Инка — боярином (1492) и командовал войсками великого князя Иоанна Васильевича, а правнук Никита Иванович служил конюшим.

### Служба у московских правителей
М. Н. Тихомиров, утверждал, что после падения рязанской государственности (официально 1521) Измайловы так и не вошли в число влиятельных боярских родов Московского государства, хотя в рязанском крае продолжали пользоваться «большой силой и значением».
Михаил Никитич ездил в Крым послом от великого князя Василия Ивановича (1520). Во 2-м зимнем походе на Казань, погиб Василий Козлов Измайлов († февраль 1550), его имя записано в синодик московского Успенского собора на вечное поминовение. Яков Никитич наместник в Рязани, а Пётр (1558), после роспуска «больших» воевод «с берега», был оставлен в Дедилове 3-м воеводой, а через 5 лет был направлен в Михайлов осадным воеводой.
Иван Яковлевич 2-й воевода в Большом полку у воеводы И. Голицына «по рыльским вестем» в Туле (1560), откуда был направлен в Михайлов 2-м воеводой при князе Тимофее Кропоткине. Брат его Андрей Яковлевич — воевода Ивана Грозного. Племянница же их Дарья Васильевна (дочь новосильского воеводы) была женой князей Г. В. Мезецкого и С. И. Великогагина. По опричнине по делу о заговоре в земщине казнён Иван и Иван Измайловы (1568).
Василий Петрович, воевода в Данкове (1571), наместник в Шацке (1585). При осаде Великих Лук польским королём Стефаном Батория погиб Василий Петрович († 1581). Андрей Яковлевич посланник в Польше (1584). Иван Васильевич убит в сражении против черкес на Сунше († 1594). Артемий Васильевич, воевода Смутного времени, участник многих дипломатических переговоров, окольничий (1607) и Василий Артемьевич стольник (1627—1629) казнены обезглавливанием (28 апреля 1634), вместе с боярином М. Б. Шеиным. Артемий Иванович, царём Михаилом Фёдоровичем, пожалован в окольничии, великий посол в Польшу и Литву для заключения мирного договора и за это посольство и верную службу его, царь, пожаловал и благословил Артемья Измайлова, на память в род его, святым и животворящим крестом с мощами, с надписью на том кресте, службы и усердия к Отечеству.
Среди братьев Артемия Васильевича: Григорий воевода в Ржеве (1616—1617), Ливнах (1619), Уфе (1621), Иван в Арзамасе (1616—1619), Пскове и Новгороде (1620—1621), а Никита в Зарайске, Москве, сохранял присягу данную царю Василию Шуйскому, захвачен Ляпуновым и отправлен в цепях в Путивль, где казнён. Сестра Мария состояла в 2-х браках: за князем Ф. А. Сицким и князем М. М. Темкиным. Брат их Тимофей Васильевич, стольник (1611), воевода во Владимире на Клязьме (1613), Ливнах (1616—1617). Москве у Яузских ворот (1633), Свияжске (1640—1641), московский дворянин (1627—1629), судья Большой казны, за проступки брата Артемия сослан с семейством в Сибирь († 1647), От него происходит наиболее заметная впоследствии ветвь рода.
В течение всего XVIII века Измайловы, старшей линии, принадлежали к высшей аристократии Российской империи, хотя и пострадали в 1762 г. за приверженность Петру III. В 1-й трети XIX века род измельчал и многие ветви его пресеклись.

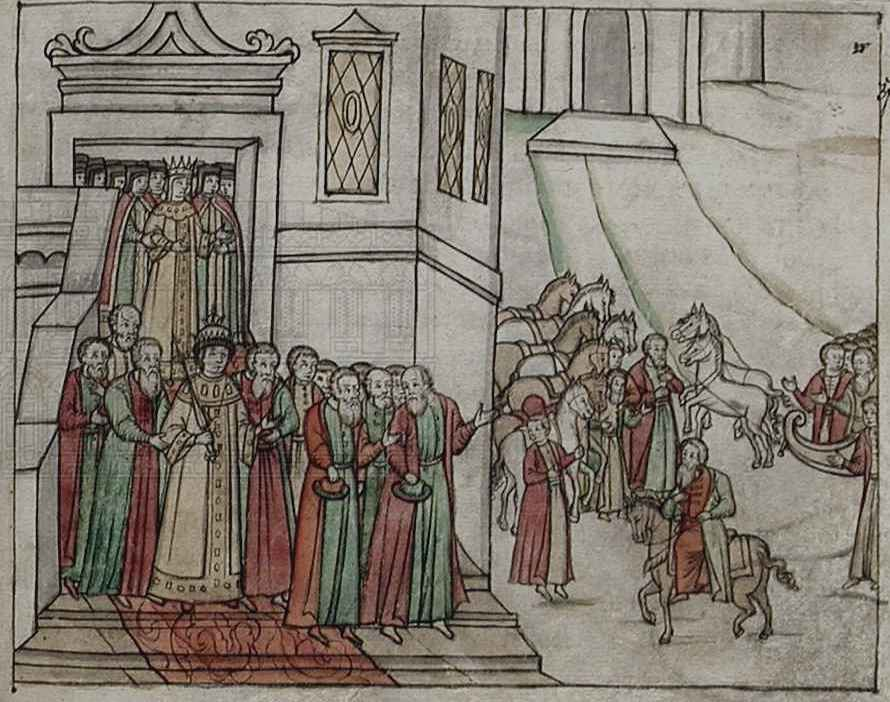
«А из палаты шел государь и государыня сеньми да лестницею, что у Грановитой палаты, до аргамака и до саней. А под ними государи слали путь камками червчатыми стряпчие князь Дмитрей княж Александров сын Ростовской, Петр Никитин сын Измайлов, Иван Михайлов сын Толочанов, Иван Михайлов сын Чепчюгов, Иван Азеев сын Опухтин, Михайло Ефимов сын Телепнев. А аргамак государев ... боярин князь Борис Михайлович Лыко.»

## Известные представители
- Измайлов Артемий — воевода в Белгороде (1602).
- Измайлов Василий Артемьевич — стольник, воевода в Белгороде (1620—1621), Ельце (1629—1631).
- Измайлов Андрей Артемьевич — стольник, воевода в Ливнах (1626—1627), Сургуте (1643—1646).
- Измайловы: Пётр Никитич и Иван Тимофеевич — стольники (1627—1668).
- Измайлов Михаил Фёдорович — стряпчий с платьем (1627—1629), московский дворянин (1636—1640), воевода в Болхове (1640—1641).
- Измайлов Иван Фёдорович — стольник патриарха Филарета (1627—1629), московский дворянин 1636—1668).
- Измайлов Лев Тимофеевич — патриарший стольник (1627—1629), стольник (1629).
- Измайлов Матвей Тимофеевич — стольник (1627—1629), воевода в Воронеже (1632—1634), Таре (1656).
- Измайлов Сергей Фёдорович — патриарший стольник (1627—1629), стряпчий (1636), московский дворянин (1636—1677).
- Измайловы: Иван и Григорий Васильевичи, Прокофий и Арефий Булгаковичи — московские дворяне (1627—1629).
- Измайлов Григорий Тимофеевич — московский дворянин (1627—1629), воевода в Карачеве (1630).
- Измайлов Семён Артемьевич — стольник (1627—1629), обвинённый по смоленскому делу наказан кнутом и сослан в Сибирь (1634), помилован, воевода в Яблонове (1645—1647), Казани, ходил против татар (1648), Нижнем-Новгороде (1659—1661), окольничий (1658—1668) († 1674).
- Измайлов Прокофий Хрисанфов (Булкаков) — воевода в Тюмени (1629—1631).
- Измайлов Андрей — воевода в Торопце (1632).
- Измайлов Андрей Гаврилович — патриарший стольник (1636), московский дворянин (1636—1677).
- Измайловы: Пётр Андреевич, Пётр и Михаил Тимофеевичи — стольники (1636—1676).
- Измайловы: Пахом Фёдорович, Матвей Тимофеевич, Андрей Артемьевич — московские дворяне (1636—1658).
- Измайловы: Пётр Михайлович, Пахом Фёдорович и Василий Матвеевич — московские дворяне (1640—1658).
- Измайлов Лев Тимофеевич — московский дворянин (1640—1658), воевода в Верхотурье (1651—1654), Юрьеве-Ливонском (1656—1658), стольник.
- Измайлов Пётр — воевода в Пелыме (1652).
- Измайлов Иван — воевода в Шацке (1659).
- Измайлов Александр Тимофеевич — стольник, воевода в Рыльске (1649—1650), Вязьме (1668—1669).
- Измайлов Степан Степанович — воевода в Таре (1664—1668), Пелыме (1678—1679), московский дворянин (1692).
- Измайлов Пётр Тимофеевич — воевода в Киеве (1666 и 1668).
- Измайлов Матвей Петрович — стряпчий (1670), стольник (1671—1676), воевода в Коломне (1682), окольничий (1683—1692).
- Измайлов Иван Иванович — стольник царицы Натальи Кирилловны (1676), стольник (1677—1692).
- Измайлов Михаил Петрович — стольник царицы Натальи Кирилловны (1676), стольник (1680), комнатный стольник царя Петра Алексеевича (1692).
- Измайлов Андрей Петрович — стряпчий (1676), ближний комнатный стольник царя Иоанна Алексеевича (1676—1692), воевода в Устюге-Великом (1691—1693), Симбирске (1695).
- Измайлов Иван Петрович — комнатный стольник царя Иоанна Алексеевича (1676—1692).
- Измайлов Михаил — стольник, воевода в Нижнем-Новгороде (1682—1683).
- Измайлов Алексей Петрович — комнатный стольник царя Петра Алексеевича (1686), стольник (1692).
- Измайловы: Павел Сергеевич, Пётр и Пётр Андреевичи, Василий Степанович, Василий Григорьевич — московские дворяне (1692).
- Измайловы: Пётр и Иван Семёновичи, Василий Петрович — стольники (1676—1692)[2][8][9].

## Измайловы в XVIII веке
Измайловы
- Пётр Тимофеевич Измайлов, племянник Артемия Васильевича, воевода в Пелыме в 1653 году; в браке с Анной Андреевной Бутурлиной оставил потомство:
  - Алексей Петрович (ум. 1705), ездил в Швецию договариваться о размене пленных.
  - Андрей Петрович (ум. 1714), нижегородский губернатор, резидент Петра I в Пруссии и Дании.
    - Василий Андреевич (ум. 1743), генерал-майор; женат на Анастасии Михайловне Нарышкиной (внучка Г. Ф. Нарышкина, одна из любимых дам Елизаветы Петровны).
    - Евдокия Андреевна, жена барона Исайи Петровича Шафирова.

  - Василий Петрович, стольник; женат на кнж. Евфросинье Никитичне Приимковой-Ростовской.
    - Лев Васильевич (1685—1738), генерал-поручик; женат на кнж. Анне Михайловне Голицыной.
      - Михаил (1734-99), генерал-поручик, убедивший Петра III сдаться заговорщикам.
      - Дмитрий (1737-79), полковник; женат на грф. Елизавете Ивановне Гендриковой, троюродной сестре Петра III.
        - Лев Дмитриевич (1764—1834), генерал-лейтенант, владелец имения Хитровщина, известный педофил; отдан под суд за разврат и самодурство.
        - Екатерина (1761—1843), жена князя С. Б. Куракина.
        - Анна (1771—1840), жена камергера П. Н. Приклонского.

      - Евдокия (1731-94), жена графа Александра Петровича Толстого; у них дети Дмитрий, Николай, Пётр.
      - Екатерина (1732-83), жена Василия Лаврентьевича Петрово-Соловово.

    - Пётр Васильевич (1687—1772), генерал-майор, воронежский губернатор, управляющий двором Петра III; женат на княжне Черкасской.
      - Анна (1712-49), жена князя Ф. И. Голицына.
      - Дарья (1730-66), жена князя А. Я. Голицына.

    - Владимир Васильевич (1688-после 1748), генерал-майор, соликамский воевода, черниговский комендант, оставил потомство.

  - Иван Петрович (1662—1754), генерал-поручик, московский комендант, архангельский губернатор; женат на Акулине Матвеевне Прокудиной-Горской.
    - Василий Иванович (1717—1798), полковник; женат на Марфе Николаевне Ивановой (сестра Салтычихи).
      - Николай (1756—1821), бригадир; женат на кнж. Марии Петровне Волконской.
      - Михаил (1758—1822), статский советник; женат на Наталье Алексеевне Ивашкиной.
      - Дмитрий (1765—1834), генерал-майор, устроитель усадьбы Филимонки; женат на Екатерине Семёновне Торицыной.
      - Владимир (1775—1830), литератор; женат на Екатерине Васильевне Опухиной (внебрачная дочь В. А. Лопухина)
      - Анна (1754—1827), жена полковника Николая Львовича Пушкина.

    - Иван Иванович, генерал-майор; женат на кнж. Евдокии Ивановне Одоевской.
      - Анастасия (1769—1807), жена князя Ивана Ивановича Одоевского.

    - Сергей Иванович (1722—1782), генерал-поручик, нижегородский губернатор; женат на кнж. Анне Владимировне Долгоруковой.
      - Мария (1751-90), жена князя Петра Николаевича Волконского.
      - Анна (1757—1808), жена князя Дмитрия Александровича Волконского.

    - Пётр Иванович (1724—1807), генерал-поручик, устроитель усадьбы Северское; женат на Екатерине Васильевне Салтыковой.
      - Мария, жена князя Василия Никитича Мещерского.
      - Наталья (1760—1849), жена графа Фёдора Гавриловича Головкина.

    - Анна Ивановна, жена князя Александра Яковлевича Урусова.

  - Михаил Петрович, комнатный стольник.
    - Алексей Михайлович (ум. 1783), гвардии капитан; женат на кнж. Марии Васильевне Гагариной, сестре князя С. В. Гагарина.
      - Павел (ум. 1781), полковник; женат на Надежде Васильевне Энгельгардт (племянница Г. А. Потёмкина).
      - Мария (1763—1812), жена д.т.с. Николая Ефимовича Мясоедова.

    - Михаил Михайлович (1722—1800), главнокомандующий в Москве, владелец усадьбы Быково; женат на Марии Александровне Нарышкиной, троюродной сестре императрицы Елизаветы, за которой взял большое наследство.
    - Иван Михайлович (1724—1787), генерал-поручик, сенатор; женат на кнж. Александре Борисовне Юсуповой.
      - Ирина (1768—1848), жена графа Иллариона Ивановича Воронцова; их потомки назывались Воронцовыми-Дашковыми.
      - Авдотья (1780—1850), «светская львица», прозванная Princesse Minuit; жена князя Сергея Михайловича Голицына.

К совершенно другой ветви рязанских Измайловых принадлежал баснописец Александр Ефимович Измайлов (1779—1831).

## Тверские Измайловы

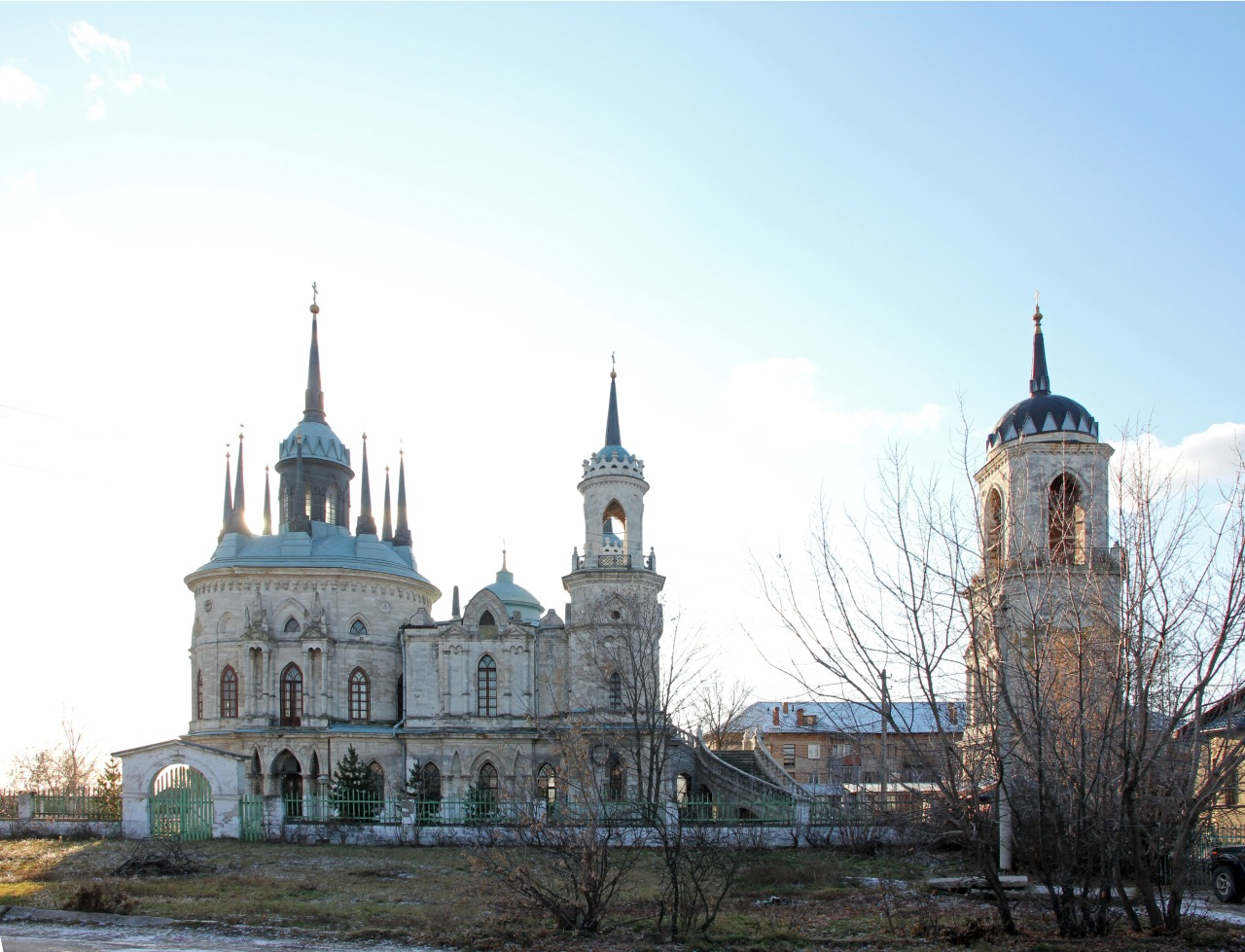
Владимирская церковь в подмосковной усадьбе Измайловых (арх. В. Баженов)

Тверской род Измайловых производил себя от Марка Демидовича, выехавшего якобы из Литвы на службу к великому князю Ивану Михайловичу Тверскому. Его правнук Измаил Михайлович Индегорев считается родоначальником Львовых, Полтининых, Суминых, Мясных и Измайловых. Представители этого рода служили в XVII веке стольниками и стряпчими. Внесены в VI часть родословной книги Тверской губернии.
Данный род при подаче документов в феврале 1686 года, для внесения рода в Бархатную книгу, предоставил совместную родословную роспись Измайловых, Суминых, Полтининых и Львовых (линии Якова).

## Описание гербов

#### Герб Измайловых 1785 г.
В Гербовнике Анисима Титовича Князева 1785 года имеется изображение печати с гербом московского генерал-губернатора, действительного тайного советника, сенатора Михаила Михайловича Измайлова: в щите имеющим круглую форму, в синем поле, изображена серебряная змея свернутая в виде буквы Ф, с золотой короной на голове (польский герб Вонж). Щит расположен на княжеской мантии и увенчан обыкновенной дворянской короной. Вокруг щита фигурная виньетка и орденская лента с орденским крестом.

#### Герб. Часть XV. № 71.
Герб протоиерея Александра Измайлова: щит поделён вертикально на золотое и голубое поля. В щите трилистный крест, переменных с полями цветов. Над щитом дворянский коронованный шлем. Нашлемник: рука держит голубой тройной подсвечник с золотыми горящими свечами. Намёт: голубой, подложен золотом.

#### Герб. Часть XVII. № 65.
Герб присяжного поверенного Николая Измайлова: в золотом щите лазуревая, оснащенная парусом, вымпелами и шкотом корабельная мачта. В червлёной главе щита три золотые шестиконечные звезды (изм. польский герб Гвязды). Щит увенчан дворянским коронованным шлемом. Нашлемник: пламенеющий меч с золотой рукоятью между двумя чёрными орлиными крыльями. Намёт: справа голубой с золотом, слева красный с золотом.